# فرودگاه بین‌المللی استنیس

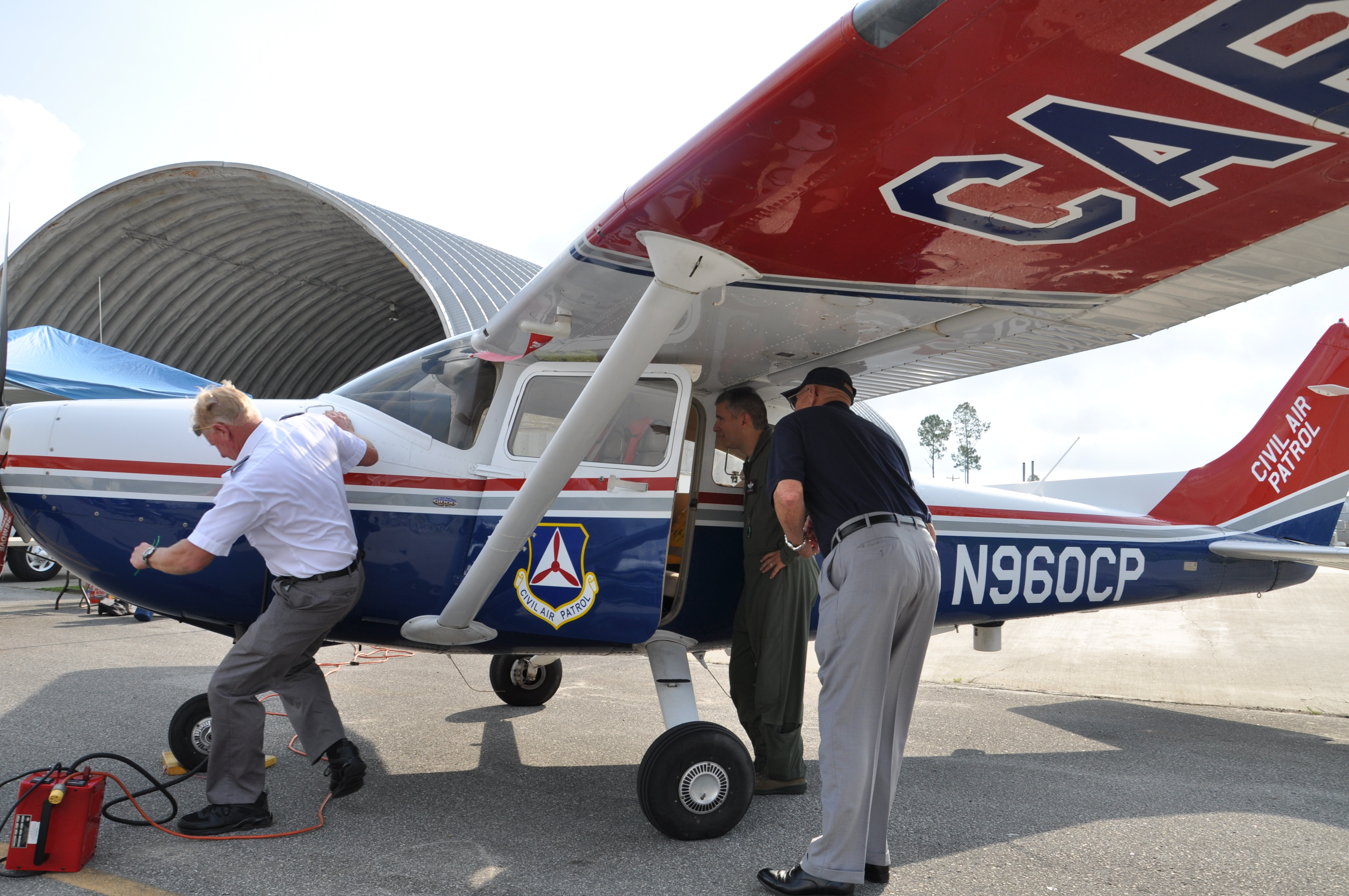
فرودگاه بین‌المللی استنیس

فرودگاه بین‌المللی استنیس (به انگلیسی: Stennis International Airport) یک فرودگاه همگانی بهره‌برداری هوایی است که یک باند فرود آسفالت دارد و طول باند آن ۲۵۹۰ متر است. این فرودگاه در کشور ایالات متحده آمریکا قرار دارد و در ارتفاع ۷ متری از سطح دریا واقع شده است.